# Arquidiócesis de Owerri
La arquidiócesis de Owerri (en latín: Archidioecesis Overriensis y en inglés: Roman Catholic Archdiocese of Owerri) es una circunscripción eclesiástica de la Iglesia católica en Nigeria. Se trata de una arquidiócesis latina, sede metropolitana de la provincia eclesiástica de Owerri. Desde el 6 de marzo de 2022 su arzobispo es Lucius Iwejuru Ugorji.

## Territorio y organización
La arquidiócesis tiene 2996 km² y extiende su jurisdicción sobre los fieles católicos de rito latino residentes en 8 áreas de gobierno local del estado de Imo.
La sede de la arquidiócesis se encuentra en la ciudad de Owerri, en donde se halla la Catedral de la Asunción.
La arquidiócesis tiene como sufragáneas a las diócesis de: Aba, Ahiara, Okigwe, Orlu y Umuahia.
En 2021 en la arquidiócesis existían 162 parroquias.

## Historia
El vicariato apostólico de Owerri fue erigido el 12 de febrero de 1948 con la bula In christianum del papa Pío XII, por división del vicariato apostólico de Onitsha-Owerri, de donde también se originó la actual arquidiócesis de Onitsha.(en latín) Bula In christianum, AAS 40 (1948), p. 357.
El 18 de abril de 1950 el vicariato apostólico fue elevado a diócesis con la bula Laeto accepimus del papa Pío XII. Originalmente era sufragánea de la arquidiócesis de Onitsha.
El 23 de junio de 1958 cedió una parte de su territorio para la erección de la diócesis de Umuahia mediante la bula Sollicite usque del papa Pío XII.
El 16 de mayo de 1961 cedió una parte de su territorio para la erección de la diócesis de Port Harcourt mediante la bula Quod Apostolis del papa Juan XXIII.
El 29 de noviembre de 1980 cedió una parte de su territorio para la erección de la diócesis de Orlu mediante la bula Nuperius quidem del papa Juan Pablo II.
El 18 de noviembre de 1987 cedió otra parte de su territorio para la erección de la diócesis de Ahiara mediante la bula Dominici gregis del papa Juan Pablo II.
El 26 de marzo de 1994 fue elevada al rango de arquidiócesis metropolitana con la bula Ad aptius efficaciusque del papa Juan Pablo II.

## Estadísticas
Según el Anuario Pontificio 2022 la arquidiócesis tenía a fines de 2021 un total de 1 093 700 fieles bautizados.
| Año                                                                             | Población            | Población | Población      | Sacerdotes | Sacerdotes    | Sacerdotes    | Bautizados por sacerdote | Diáconos permanentes | Religiosos | Religiosos | Parroquias |
| Año                                                                             | Bautizados católicos | Total     | % de católicos | Total      | Clero secular | Clero regular | Bautizados por sacerdote | Diáconos permanentes | Varones    | Mujeres    | Parroquias |
| ------------------------------------------------------------------------------- | -------------------- | --------- | -------------- | ---------- | ------------- | ------------- | ------------------------ | -------------------- | ---------- | ---------- | ---------- |
| 1950                                                                            | 249 620              | 2 500 000 | 10.0           | 56         | 7             | 49            | 4457                     |                      |            | 27         | 26         |
| 1970                                                                            | 615 319              | 2 000     | 30.8           | 106        | 31            | 75            | 5804                     |                      | 111        | 78         | 50         |
| 1980                                                                            | 1 154 235            | 2 188 000 | 52.8           | 91         | 81            | 10            | 12 683                   |                      | 26         | 78         | 60         |
| 1990                                                                            | 443 027              | 1 198 147 | 37.0           | 75         | 60            | 15            | 5907                     |                      | 81         | 85         | 47         |
| 1999                                                                            | 566 965              | 1 561 155 | 36.3           | 170        | 143           | 27            | 3335                     |                      | 106        | 140        | 67         |
| 2000                                                                            | 580 301              | 1 604 867 | 36.2           | 178        | 141           | 37            | 3260                     |                      | 114        | 156        | 67         |
| 2001                                                                            | 607 103              | 1 654 075 | 36.7           | 182        | 144           | 38            | 3335                     |                      | 118        | 163        | 71         |
| 2002                                                                            | 633 271              | 1 676 386 | 37.8           | 199        | 165           | 34            | 3182                     |                      | 120        | 165        | 74         |
| 2003                                                                            | 659 114              | 1 692 412 | 38.9           | 215        | 173           | 42            | 3065                     |                      | 131        | 191        | 84         |
| 2004                                                                            | 670 986              | 1 693 329 | 39.6           | 236        | 189           | 47            | 2843                     |                      | 127        | 147        | 89         |
| 2013                                                                            | 1 053 000            | 2 080 000 | 50.6           | 306        | 245           | 61            | 3441                     |                      | 287        | 227        | 137        |
| 2016                                                                            | 1 064 209            | 1 525 667 | 69.8           | 339        | 240           | 99            | 3139                     |                      | 292        | 291        | 145        |
| 2019                                                                            | 1 086 393            | 1 547 780 | 70.2           | 357        | 268           | 89            | 3043                     |                      | 282        | 294        | 155        |
| 2021                                                                            | 1 093 700            | 1 555 338 | 70.3           | 396        | 279           | 117           | 2761                     |                      | 310        | 319        | 162        |
| Fuente: Catholic-Hierarchy, que a su vez toma los datos del Anuario Pontificio. |                      |           |                |            |               |               |                          |                      |            |            |            |

## Episcopologio
- Joseph Brendan Whelan, C.S.Sp. † (12 de febrero de 1948-25 de junio de 1970 renunció[nota 2])
- Mark Onwuha Unegbu † (25 de junio de 1970-1 de julio de 1993 retirado)
- Anthony John Valentine Obinna (1 de julio de 1993-6 de marzo de 2022 retirado)
- Lucius Iwejuru Ugorji, desde el 6 de marzo de 2022